# Franciszek Czerny-Schwarzenberg (zm. 1775)
Franciszek Czerny-Schwarzenberg herbu Nowina (zm. w 1775 roku) – scholastyk krakowskiej kapituły katedralnej w latach 1765–1775, kanonik krakowskiej kapituły katedralnej prebendy Zakrzów od 1739 roku, kanonik krakowskiej kapituły katedralnej prebendy Topola od 1739 roku, prepozyt sandomierskiej kapituły kolegiackiej  w latach 1762–1775, kanonik sandomierski, kustosz koron królewskich w 1762 roku, sędzia i oficjał krakowski w 1765 roku, proboszcz w Gołębiu w 1763 roku, proboszcz w Kazimierzy Małej w 1757 roku.
Syn Piotra i Katarzyny Małachowskiej.